# Marc Vicente Vidal
Marc Vicente Vidal Girona (Villarreal, España, 14 de febrero de 2000) es un futbolista español que juega como guardameta en el Real Club Celta de Vigo Fortuna de la Primera Federación

## Trayectoria
Canterano del Villarreal CF, club de su ciudad, realizó allí toda su formación como jugador, pasando por todas las categorías inferiores. Debuta con el Villarreal CF "C" el 1 de septiembre de 2018 en la victoria por 2-0 frente al Elche Ilicitano CF, disputando después otros 18 partidos en su primera temporada como sénior. Pasaría la siguiente temporada en el C para posteriormente ascender al filial definitivamente en la temporada 2020-21.
El 10 de junio de 2021 se oficializa su incorporación al Betis Deportivo de la nueva Primera División RFEF. En su única temporada en el club, jugó 15 partidos y el filial bético descendería de categoría, abandonando el club a final de temporada. Tras abandonar el Betis Deportivo, el 9 de julio de 2022 firma por el FC Andorra de la Segunda División de España.
El 20 de julio de 2023 se oficializa su incorporación al Barça Atlètic de la Primera Federación en calidad de cedido por una temporada.

## Estadísticas

### Clubes
Actualizado al último partido disputado el 23 de junio de 2024.
| Villarreal C. F. "C" · España         | 4.ª           | 2017-18       | 18  | 26  | ― | ― | ― | ― | 18  | 26  |
| Villarreal C. F. "C" · España         | 4.ª           | 2018-19       | 19  | 17  | ― | ― | ― | ― | 19  | 17  |
| Villarreal C. F. "C" · España         | 4.ª           | 2019-20       | 16  | 20  | ― | ― | ― | ― | 16  | 20  |
| Villarreal C. F. "C" · España         | Total club    | Total club    | 53  | 63  | 0 | 0 | 0 | 0 | 53  | 63  |
| Villarreal C. F. "B" · España         | 2.ª B         | 2020-21       | 8   | 9   | ― | ― | — | — | 8   | 9   |
| Villarreal C. F. "B" · España         | Total club    | Total club    | 8   | 9   | 0 | 0 | 0 | 0 | 8   | 9   |
| Betis Deportivo Balompié · España     | 1.ª F         | 2021-22       | 15  | 30  | ― | ― | — | — | 15  | 30  |
| Betis Deportivo Balompié · España     | Total club    | Total club    | 15  | 30  | 0 | 0 | 0 | 0 | 15  | 30  |
| F. C. Andorra · Andorra               | 2.ª           | 2022-23       | 6   | 7   | 2 | 3 | — | — | 8   | 10  |
| F. C. Andorra · Andorra               | Total club    | Total club    | 6   | 7   | 2 | 3 | 0 | 0 | 8   | 10  |
| F. C. Barcelona Atlètic · España      | 1.ª F         | 2023-24       | 25  | 30  | ― | ― | ― | ― | 25  | 30  |
| F. C. Barcelona Atlètic · España      | Total club    | Total club    | 25  | 30  | 0 | 0 | 0 | 0 | 25  | 30  |
| Total carrera                         | Total carrera | Total carrera | 107 | 139 | 2 | 3 | 0 | 0 | 109 | 142 |
| (1) Hace referencia a goles encajados |               |               |     |     |   |   |   |   |     |     |